# Chiesa di San Leonardo (Vestenanova)
La chiesa di San Leonardo è la parrocchiale di Vestenanova, in provincia e diocesi di Verona; fa parte del vicariato dell'Est Veronese, precisamente dell'Unità Pastorale Illasi - Tregnago - Vestene.

## Storia
Pare che esistesse già una piccola chiesa nel 1472, come riportato in occasione della visita pastorale del Vescovo di Verona Giuseppe Grasser nel 1834.
Sicuramente, nel XVI secolo, fu edificato un luogo di culto, nell'epoca in cui i nobili Emo, proprietari di buona parte del territorio, esercitavano il diritto di giuspatronato, potendo così nominare i parroci.

Da fonti d'archivio si apprende come fino al 1527 Giovanni e Leonardo Emo mantenessero un cappellano nella chiesa di Vestenavecchia, mentre dal 1528 domandarono al vicario del Vescovo Gian Matteo Giberti di nominare un certo don Gerolamo come responsabile della chiesa di Vestenanova.

Proprio nella seconda visita pastorale del Vescovo Giberti, nel 1541, si nomina per la prima volta la chiesa di Vestenanova, dedicata a San Leonardo di Noblac.

L'edificio, con facciata ad ovest e abside ad est, probabilmente in stile romanico campestre, aveva vicino il campanile, la canonica e il cimitero e, fino al 1630 gli altari erano tre: quello maggiore, dedicato a San Leonardo, quello della Madonna, detto anche del Santo Rosario e quello dei Santi Valentino e Urbano, dedicato anche al Corpo di Cristo.

Nel 1553 la chiesa di San Leonardo viene riconosciuta come rettoria, staccandosi così dalla parrocchia di Vestenavecchia.

Nella prima domenica di ottobre del 1574 la chiesa fu consacrata dal Vescovo Agostino Valier, mentre risale al 1634 la costruzione di un quarto altare, intitolato ai Santi Rocco e Sebastiano, in seguito alla peste del 1630.

Nel Settecento tutti gli altari furono edificati in marmo. 
L'attuale chiesa fu edificata con il contributo diretto della popolazione, tra il 1848 (o 1849) e il 1853 su progetto di don Angelo Gottardi, in parte sulla chiesa precedente (di cui rimase solo uno spazio utilizzato prima come deposito, poi come teatrino e abbattuto nel 1967 per costruire la nuova canonica), con facciata a sud e abside a nord, su decisione del parroco don Francesco Bicego.

La chiesa fu benedetta da don Bicego il 31 luglio 1853, il quale celebrò la prima Santa Messa all'altare della Madonna, trasportato nel nuovo edificio insieme agli altri altari.
I successori di don Bicego, a partire da don Giovanni Battista Aldegheri, che concluse i lavori della chiesa, abbellirono e dotarono di suppellettili e paramenti sacri la chiesa, che fu consacrata il 4 ottobre 1924 dal Vescovo di Verona Girolamo Cardinale.

## Descrizione

### La facciata
La facciata, in stile neoclassico, è preceduta da un pronao costituito da quattro colonne con capitelli compositi che sostengono la trabeazione e il frontone triangolare con cornice a dentelli e timpano decorato, sovrastato da tre statue in pietra su podio raffiguranti le tre Virtù teologali, Fede, Speranza e Carità.

L'atrio, raggiungibile tramite tre gradinate, una frontale e due laterali, presenta una facciata tripartita con quattro lesene corinzie, in asse con le colonne del pronao.

Al centro si apre il portale d'ingresso rettangolare, chiuso da un timpano triangolare, mentre ai lati sono presenti due nicchie con all'interno le statue di Sant'Agostino e San Vincenzo de' Paoli.

In alto, sopra la cornice, sono presenti tre specchiature con cornice a stucco contenenti due dipinti con scene dell'Antico e Nuovo Testamento ai lati, mentre al centro vi è un'iscrizione con la dedica al patrono, San Leonardo (D.O.M et S. Leonardo).

### Interno
L'interno si presenta come un'unica ampia aula rettangolare, con asse maggiore longitudinale.

Il soffitto è voltato a botte, con finestre, tre per lato, le cui vetrate risalgono al 1961 e raffigurano i Santi Zeno, Leonardo, Francesco d'Assisi, Pio X, Luigi e Agnese.

Al centro del soffitto vi è un affresco con San Leonardo tra i carcerati che si rivolge alla Madonna, opera del pittore udinese Rocco Pittaco del 1866.
Presso l'ingresso si trovano due nicchie su entrambi i lati. In quella a destra era posto il fonte battesimale in marmo rosso con coperchio in rame lavorato (oggi il coperchio è sostituito con un vetro), ora nei pressi del presbiterio, mentre oggi vi è posto un sarcofago con il Cristo morto, opera eseguita nel 1987 da Ferdinando Peratoner di Ortisei.
Sulle pareti sono collocate quattro statue in tufo all'interno di nicchie. Sono raffigurazioni femminili, di cui non si conosce né l'origine, né il valore simbolico, visto che anche l'attribuzione di significati allegorici riconducibili alle Virtù cardinali non è certa.
Lungo le pareti troviamo i quattro altari minori, due per lato: sul lato sinistro gli altari di San Rocco e della Vergine Maria; sul lato destro del Crocifisso e di San Leonardo.
L'altare di San Rocco, neoclassico, nelle attuali forme risale al 1876, disegnato dal progettista della chiesa, don Angelo Gottardi, ed ha due colonne in marmo rosa e capitelli corinzi. Già nel 1634 fu eretto questo altare, in forme diverse, come scioglimento di un voto fatto durante l'epidemia di peste del 1630.

Il dipinto ad olio nella nicchia, la ‘'Pala di San Rocco, è attribuito a Giovanni Ceschini, probabilmente eseguito tra il 1634 e il 1635, e raffigura la Vergine Maria, seduta sulle nubi, con in basso i Santi Rocco e Sebastiano, mentre sullo sfondo si nota una processione, con il parroco, le donne, i bambini e gli uomini, che accompagnano un carro di appestati tirato da buoi mentre sale verso una chiesa, ritenuta per tradizione quella di Sant'Antonio Abate, a Vestenavecchia.
L'altare della Madonna, settecentesco, è in marmo policromo bianco e rosso, con due coppie di colonne con capitello composito. Originariamente dedicato alla Madonna del Rosario, esisteva nella vecchia chiesa fin dal Cinquecento e fu il primo trasferito nel nuovo edificio.

All'interno della nicchia una statua lignea della Madonna Pellegrina, collocata nel 1950 per volontà del parroco don Attilio Benetti.
L'altare del Crocifisso, databile a fine Settecento, con colonne nere e capitelli corinzi, riporta la scritta traducibile dal latino come ‘'Fermo e Rustico, che fa pensare come esso provenga da un altro edificio e sia stato acquistato da don Giovanni Battista Aldegheri.

Nella nicchia è presente un Crocifisso ligneo, risalente al XVI o al XVII secolo, però le testimonianze orali dicono che sia stato collocato sull'altare nel 1933, per il Giubileo straordinario della Redenzione voluto da Papa Pio XI.
Tra i due altari è collocato il pulpito in legno di noce.
L'altare di San Leonardo, detto anche del Sacro Cuore, è del 1734, in marmo policromo, con quattro colonne cilindriche in marmo rosa e capitelli corinzi. Proveniente dalla vecchia parrocchiale, ne era l'altare maggiore.

La dedica presente nella cornice sagomata rivela che fu voluto da don Domenico Pieropan con il contributo della comunità, mentre il dipinto ad olio nella nicchia presenta i Santi Leonardo, Giuseppe, Antonio di Padova, Giovanni Nepomuceno e Eurosia, che il restauro del 2011 ha permesso di attribuire, grazie alla firma ritrovata, al pittore veronese Giovanni Battista Marcola e di datarlo al 1746. 
Il presbiterio è a pianta quadrata, sopraelevato di cinque gradini, di larghezza ridotta rispetto all'aula, protetto dalla balaustra, presenta l'altare maggiore in marmi policromi, con addossate due statue marmoree raffiguranti i Santi Vescovi Prosdocimo e Donato.

Le statue chiariscono che l'altare non fu costruito per la chiesa, ma era stato dismesso dal Duomo di Cittadella, dedicato a quei due Santi, e dal quale venne acquistato per poi essere qui collocato nel 1855.

Sopra il tabernacolo vi sono due piccole statue in marmo bianco, la Prudenza e la Fortezza, trafugate nel 1992 e ritrovate nel 1995 e una preziosa croce di legno con statuine in avorio e madreperla raffiguranti la Vergine Maria, San Francesco d'Assisi e San Giuseppe.

Sulle pareti laterali rispetto all'altare maggiore abbiamo gli affreschi del 1866 La Natività e La Resurrezione del pittore Pittaco.
Il presbiterio risulta sovrastato da una cupola impostata su quattro pennacchi sferici con dipinti i Quattro Evangelisti, realizzati a fine Ottocento assieme al soggetto centrale,  La Trinità, opera dei pittori Luigi e Matteo Consolati e Federico Rota.

Le vetrate del presbiterio furono inaugurate nel 1959, opera dell'Arte Vetraria Veronese, e rappresentano L'Agnello Pasquale e ‘'Il Pellicano.
Dietro l'altare maggiore troviamo l'abside a pianta semicircolare. In posizione centrale vi è un dipinto raffigurante L'Ultima Cena, risalente al 1657, come dimostra anche l'ambientazione della scena. In basso a destra è raffigurato il committente, Francesco Bergamin o Bergamino, che nel 1652 è definito come responsabile delle proprietà dei nobili Emo a Vestenanova.
Nel catino absidale è stata affrescata da Pittaco, sempre nel 1866, L'Ascensione. 
Sul lato destro del presbiterio si trova la sacrestia. In essa è presente l'altare dei Santi Valentino e Urbano, manufatto che riunisce elementi di epoche diverse come la pala d'altare, di autore ignoto e datata 1766, con i Santi Urbano e Valentino con la Trinità.

Questo altare, seppur in forme diverse, era presente nella vecchia chiesa fin dal Cinquecento, ma venne trasferito qui con la costruzione della nuova chiesa.

Sempre in sacrestia sono presenti la statua della Madonna del Santo Rosario (1979) e un pregevole quadro raffigurante San Domenico.
Sul lato sinistro del presbiterio si trova la cappella feriale, detta anche oratorio, rimesso a nuovo tra il 1986 ed il 1989 dal parroco don Giuseppe Bottacini, con altare con colonne in marmo rosso ammonitico e nella nicchia una statua in gesso della Madonna di Lourdes.

Di fronte all'altare, sulla parete d'ingresso, vi è un quadro su tela di San Francesco d'Assisi, dipinto da Giuseppe Zandonà di San Giovanni Ilarione.

### L'organo
Sulla cantoria in controfacciata è collocato l'organo, uno dei lavori più importanti, tra quelli ancora esistenti, della famiglia di organari Marchesini di Brescia.
 L'autore, più precisamente, è Luigi Marchesini e lo strumento musicale risale al 1868.

Per acquistarlo i parrocchiani lavorarono alla strada che dai Sivieri portava a Bolca.
Lo strumento è stato sottoposto ad interventi di manutenzione e restauro da parte di vari organari nel XX secolo, che portarono ad alterare le caratteristiche dell'organo: Zarantonello nel 1928, Farinati nel 1935, Corrà nel 1960 e Guerrini nel 1968.

Fra il 2005 ed il 2008 è stato restaurato da Barthélemy Formentelli, che ha recuperato tutte le parti dello strumento, riportando alla piena efficienza e agli antichi splendori.

## Campanile e campane

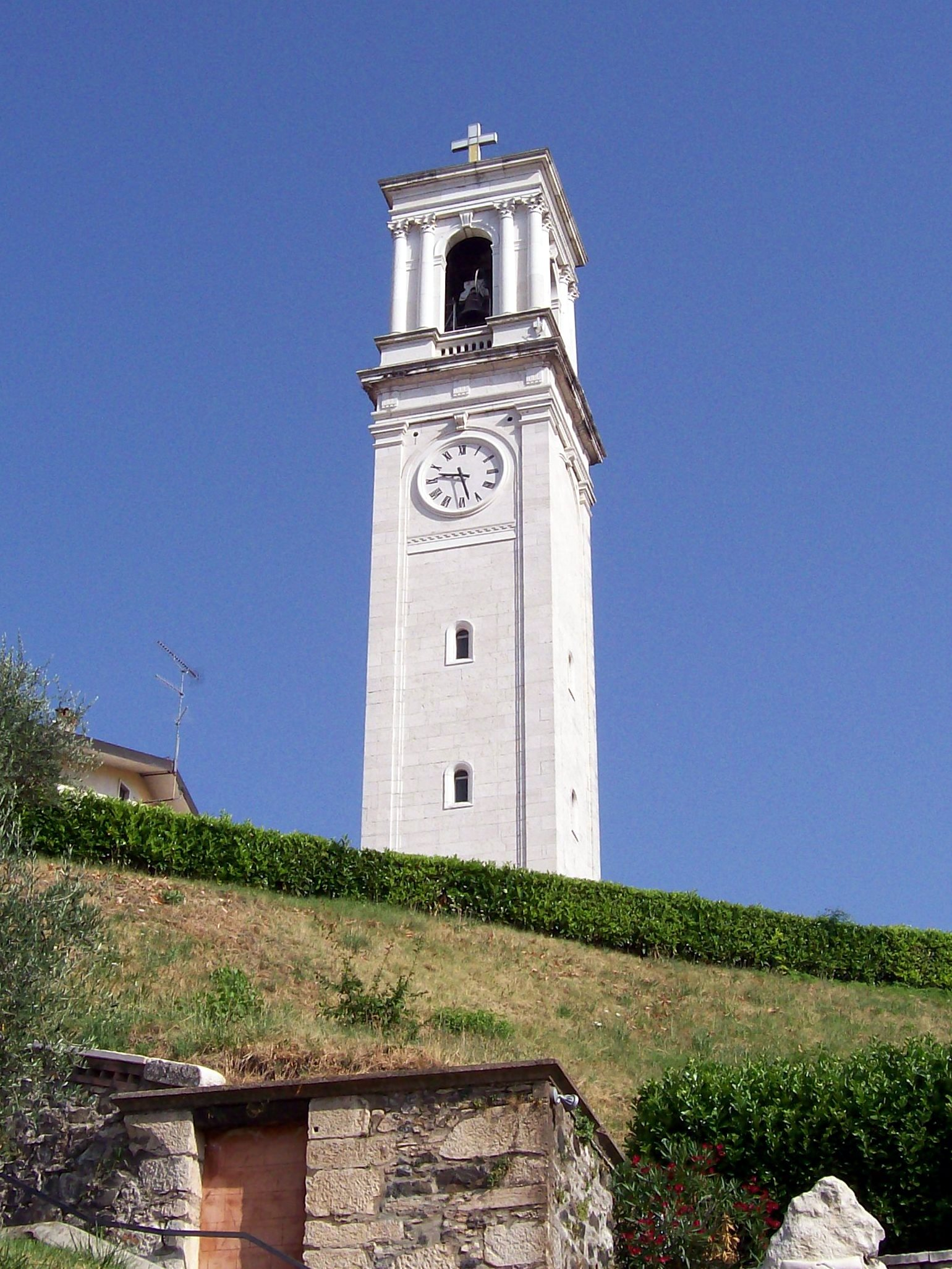
Il campanile

Inizialmente, come si evince da una foto d'epoca, esisteva una sorta di campanile provvisorio nei pressi della nuova chiesa.

Nel 1921 iniziò la costruzione della torre attuale, in marmo bianco di Vestenanova, quando era parroco don Evaristo Nao, su progetto del capomastro vicentino Gerardo Marchioro. Il suo successore, don Augusto Bertolazzi, costruì la seconda parte, mentre con don Attilio Benetti fu eretta la cella campanaria e terminata la costruzione, alta 49 metri, ma mancante della pigna terminale, alta 18 metri.
La torre campanaria si presenta distanziata dalla chiesa, a lato e leggermente dietro rispetto alla canonica, a pianta trapezoidale e con fusto a pianta quadrata.

La cella campanaria si presenta con una monofora con arco a tutto sesto per lato, mentre la copertura è costituita da quattro falde in coppi, su cui sorge un'alta croce.
Il concerto campanario collocato nella torre è composto da 10 campane in Reb3 montate alla veronese suonabili a doppio sistema (manuale ed elettrificato). Questi i dati del concerto:
1 – REb3 - diametro 1389 mm - peso 1548 kg - Fusa nel 1984 da De Poli di Treviso
2 - MIb3 - diametro 1195 mm - peso 950 kg – Fusa nel 1913 da Cavadini di Verona
3 – FA3 – diametro 1065 mm - peso 670 kg - Fusa nel 1927 da Cavadini di Verona
4 - SOLb3 - diametro 1000 mm - peso 560 kg - Fusa nel 1913 da Cavadini di Verona
5 – LAb3 - diametro 885 mm - peso 390 kg - Fusa nel 1913 da Cavadini di Verona
6 – SIb3 - diametro 790 mm - peso 280 kg - Fusa nel 1913 da Cavadini di Verona
7 – DO4 - diametro 700 mm - peso 200 kg - Fusa nel 1913 da Cavadini di Verona
8 – REb4 - diametro 650 mm - peso 160 kg - Fusa nel 1913 da Cavadini di Verona
9 – MIb4 - diametro 580 mm - peso 110 kg - Fusa nel 1913 da Cavadini di Verona
10 – FA4 - diametro 540 mm - peso 89 kg - Fusa nel 1985 da De Poli di Treviso.

## La canonica
La vecchia canonica di Vestenanova risaliva probabilmente al Settecento e, oltre ad essere l'abitazione dei parroci e del sacrista con la sua famiglia, aveva aule per il catechismo e le riunioni.

Fu la vecchia canonica ad ospitare le prime lezioni, nel 1966 della scuola media di Vestenanova.
Nel 1967 il parroco don Attilio Benetti pensò ad una nuova canonica per riutilizzare quella vecchia, ma ci fu dissenso sulla collocazione (di fianco o dietro il campanile, a fianco della sacrestia, vicina alla chiesa), tanto che fu indetto un referendum che portò all'attuale costruzione vicina alla chiesa, abbattendo quel poco che rimaneva della vecchia chiesa.
Nel 1976 la vecchia canonica prese fuoco nell'abitazione del sacrista, con la famiglia salvata a fatica da Agostino Cerato.

L'edificio subì molti danni, nonché andò perso gran parte dell'archivio parrocchiale.

La costruzione, inutilizzabile, divise i parrocchiani tra i favorevoli all'abbattimento dei resti, per permettere la visione del basamento e del portale del campanile, e chi voleva la ricostruzione per usufruire di spazi a favore della comunità.

Fu promosso un referendum per la demolizione, ma la Sovrintendenza per i Beni Ambientali e Architettonici diede parere negativo in quanto edificio di interesse artistico e storico.
Il fatto più eclatante avvenne alle ore 1:29 del 20 febbraio 1990 quando una bomba scoppiò nella vecchia canonica, provocando solamente danni materiali. Non fu mai trovato il responsabile (o i responsabili) di tale atto.

Le macerie furono sgombrate, per ordine del Prefetto, nel 1992.